# كرز (فلم 2021)
كرز (بالإنجليزية: Cherry) هو فيلم دراما جريمة أمريكي لعام 2021 من إخراج الأخوان روسو وكتابة جيسيكا غولدبرغ ومن بطولة توم هولاند،سيارا برافو،بيل سكارسغارد وجاك رينور.
قامت منصة أبل تي في + بشراء حقوق الفيلم و تم عرضه في أوائل سنة 2021.

## نبذه
يتحول طبيب عسكري يعاني من اضطراب ما بعد الصدمة إلى لص بنوك، حينما يقع في فخ الإدمان وتتزايد عليه الديون.

## روابط خارجية
- الموقع الرسمي
- مقالات تستعمل روابط فنية بلا صلة مع ويكي بيانات

لا توجد روابط لمواقع التواصل الاجتماعي.